# Rio das Antas (Santa Catarina)
Pour les articles homonymes, voir Rio das Antas (homonymie).
 (novembre 2016).
Si vous disposez d'ouvrages ou d'articles de référence ou si vous connaissez des sites web de qualité traitant du thème abordé ici, merci de compléter l'article en donnant les références utiles à sa vérifiabilité et en les liant à la section « Notes et références ».
Le rio das Antas est une rivière brésilienne de l'Ouest de l'État de Santa Catarina. Il fait partie du bassin hydrographique du río Uruguay.

## Géographie
Il nait dans la serra do Capanema, sur le territoire de la municipalité de Palma Sola et s'écoule vers le sud, traversant tout la partie ouest de l'État de Santa Catarina avant de se jeter dans le río Uruguay, quelques kilomètres en amont de la ville de Mondaí. Ses principaux affluents sont le rio Tracutinga (rive droite), le rio Capetinga et le rio Sargento (tous deux en rive gauche).

## Aménagement projeté: barrage hydroélectrique
Sur le cours du rio das Antas sera prochainement construit un barrage. Cette construction entrainera l'inondation de 91 hectares et la formation d'un lac artificiel de 10 km de longueur. Il se situera à la frontières des municipalités de Flor do Sertão, Descanso, Romelândia et São Miguel do Oeste.
L'ensemble barrage/usine hydro-électrique devrait pouvoir générer 16,5 MW (9 MW en moyenne) pour une production annuelle de l'ordre de 80 000 MWh. Le barrage sera construit en béton et aura une hauteur de 19 mètres pour 245 mètres de longueur.